# Trezzo sull’Adda
Trezzo sull’Adda – miejscowość i gmina we Włoszech, w regionie Lombardia, w prowincji Mediolan.
Według danych na rok 2004 gminę zamieszkiwało 11 596 osób, 966,3 os./km².